# Michele Bartoli

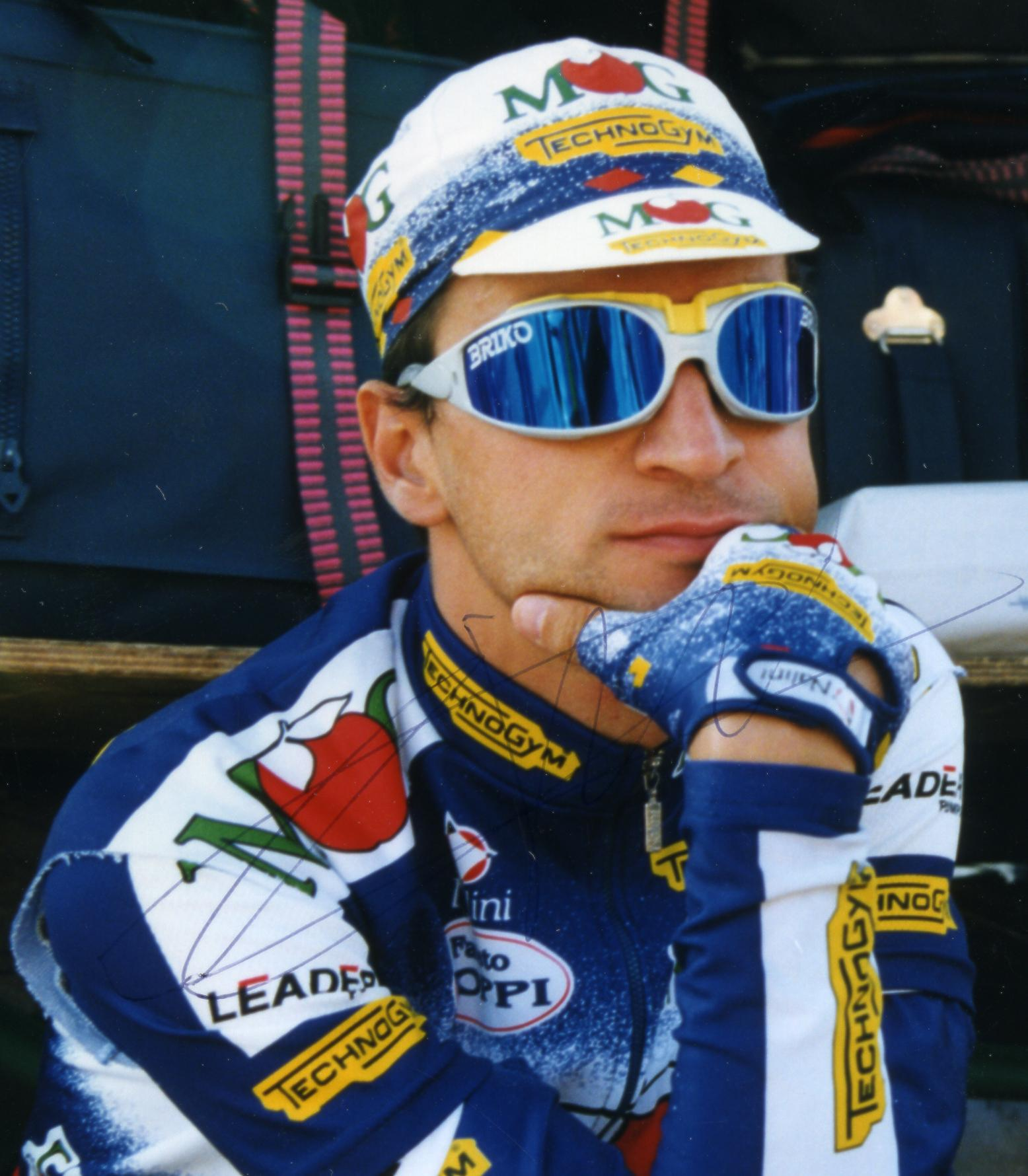
Michele Bartoli (1997)

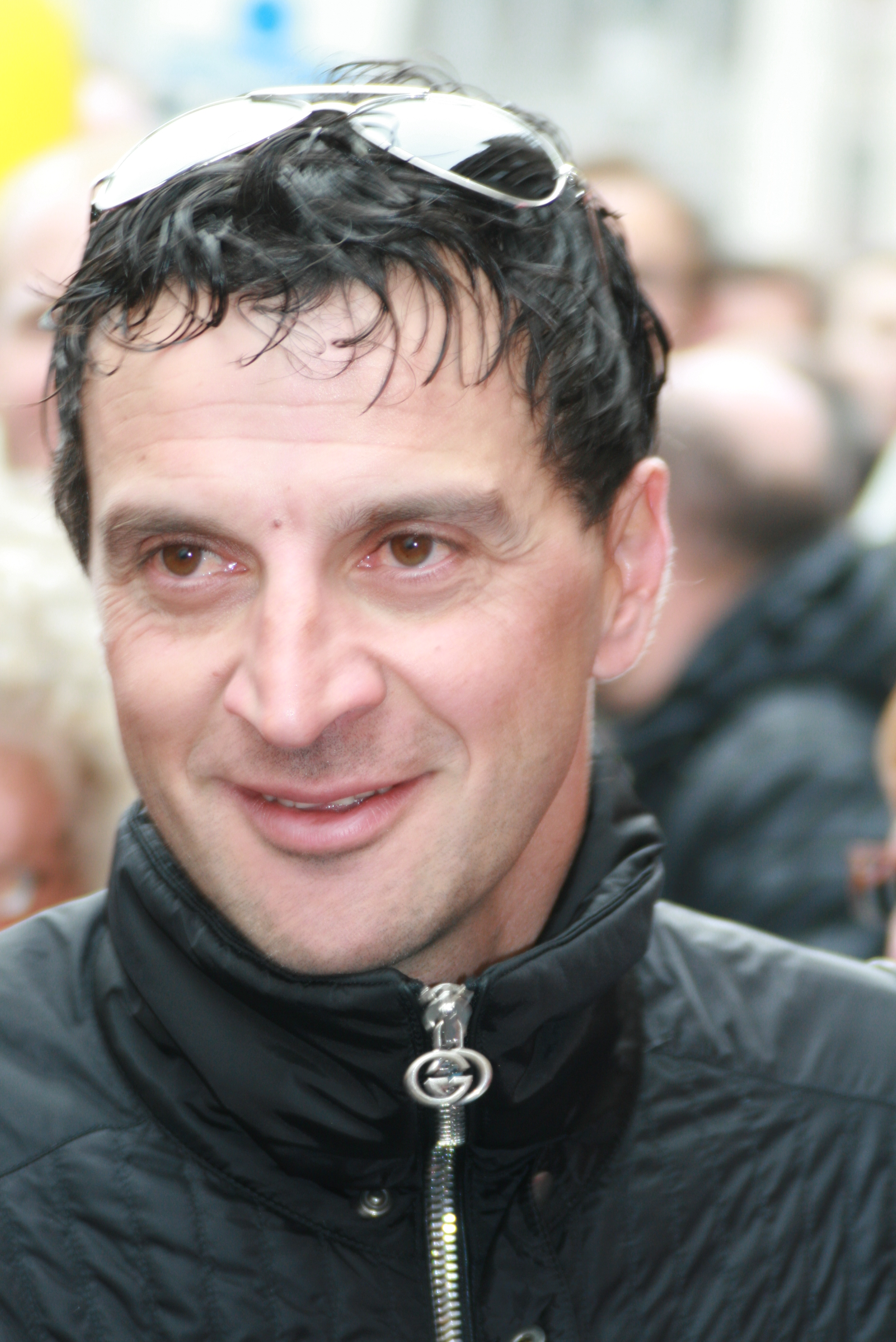
Michele Bartoli

Michele Bartoli (* 27. Mai 1970 in Pisa) ist ein ehemaliger italienischer Radrennfahrer. Sein Spitzname war Il Guerriero (deutsch: Der Krieger). Er war Radprofi von 1992 bis 2004. Seinen ersten Sieg holte er 1993 für das Team Mercatone Uno, für das später auch Marco Pantani fuhr. Seit 1994 ist er mit Alessandra Ciuffardi verheiratet.

## Sportliche Laufbahn
Bartoli war einer der erfolgreichsten Klassikerjäger. Er holte zweimal den Gesamtweltcup und gewann dabei acht Weltcuprennen, darunter mit Lüttich–Bastogne–Lüttich und der Flandern-Rundfahrt Rennen mit äußerst unterschiedlichen Anforderungen.
Nach seinem besten Jahr 1998, und nachdem Bartoli 1999 mit Siegen beim Wallonischen Pfeil und Tirreno–Adriatico sehr vielversprechend begann, zog er sich während der Deutschland Tour eine schwere Knieverletzung zu und verlor in der Folge die Führung in der UCI-Weltrangliste, die er von Oktober 1998 bis Juni 1999 innehatte. 2000 fuhr er mit zwei vierten Plätzen beim olympischen Straßenrennen in Sydney und bei der Weltmeisterschaft knapp an den Medaillenrängen vorbei. 2002 erreichte er mit dem Sieg der Lombardei-Rundfahrt den ersten Weltcupsieg auf italienischem Boden. Diesen Sieg wiederholte er 2003. Nach der Saison 2004 trat Michele Bartoli vom Radsport zurück.

## Doping
2007 berichtete die Zeitung La Gazzetta dello Sport, dass Bartoli zum Kundenkreis des Doping-Arztes Eufemiano Fuentes gezählt haben sollte.

## Palmarès (Auszug)
- Weltcuprennen:
  - Weltcup-Gesamtsieger (1997 und 1998)
  - Lüttich–Bastogne–Lüttich (1997 und 1998)
  - Giro di Lombardia (2002 und 2003)
  - Flandern-Rundfahrt (1996)
  - Amstel Gold Race (2002)
  - Meisterschaft von Zürich (1998)
- weitere wichtige Rennen:
  - Gesamtwertung Tirreno–Adriatico (1999)
  - La Flèche Wallonne (1999)
  - Omloop Het Volk (2001)
  - Italienischer Meister (2000)
  - Giro dell’Emilia (1996 und 2002)
  - Giro del Lazio (2003)
  - Giro del Veneto (1996)
  - Mailand–Turin (2002)
  - zwei Etappen Giro d’Italia (1× 1994, 1× 1998)
  - Gesamtwertung Drei Tage von De Panne (1995 und 1998)
  - Gesamtwertung Mittelmeer-Rundfahrt (2002)

## Teams
- Mercatone Uno (1992–1995)
- MG-Technogym (1996–1997)
- Asics-CGA (1998)
- Mapei-Quick Step (1999–2000)
- Mapei-Quick Step / Fassa Bortolo (2001)
- Fassa Bortolo (2002–2003)
- Team CSC (2004)